# روولینگ فیلدز (کنتاکی)
روولینگ فیلدز (به انگلیسی: Rolling Fields) شهری در ایالت کنتاکی کشور ایالات متحده آمریکا است که جمعیت آن در سرشماری سال ۲۰۱۰ میلادی، ۶۴۶ نفر بوده‌است.